# Jacobo Ficher
Jacobo Ficher (russisch Яков (Хакобо) Фишер; * 15. Januar 1896 in Odessa; † 9. September 1978 in Buenos Aires) war ein argentinischer Komponist, Violinist und Dirigent ukrainisch-russischer Herkunft.

## Leben und Wirken
Ficher war Violinschüler von Pjotr Stoljarski und studierte ab 1912 am Sankt Petersburger Konservatorium bei Sergei Korgujew und Leopold Auer Violine, daneben Musiktheorie, Instrumentation und Komposition bei Wassili Kalafati, Maximilian Steinberg, Nikolai Tscherepnin und Nikolai Sokolow.
1923 übersiedelte er nach Buenos Aires, wo er als Komponist und Orchesterleiter wirkte. 1939 wurde er Direktor des Sinfonieorchesters der Asociación General de Músicos de la Argentina, 1947 gehörte er zu den Begründern des argentinischen Komponistenverbandes. 1969 wurde er Mitglied der Academia Nacional de Bellas Artes.

## Werke
- Erstes Streichquartett, 1929
- Exodus - Obertura Patética, 1929
- La Sulamita, sinfonische Dichtung, 1931
- Colombina de hoy, Ballett, 1933
- Los invitados, Ballett, 1933
- Tres Bocetos, 1934
- Melchor, Ballett, 1938–39
- Los afincaos, Filmmusik, 1941
- Gaucho, Filmmusik, 1942
- Ponnchos azules, Filmmusik, 1942
- Golondrina, Ballett, 1942
- Así Habló Isaías, Sinfonie, 1948
- El oso, Kammeroper nach Anton Tschechow, 1952
- Salmo de Alegría, Kantate, 1952
- Tres piezas (Drei Stücke) für Viola und Klavier, Op.76, 1953
- Sonate für Viola und Klavier, Op.80, 1953
- Pelido de mano, Kammeroper nach Anton Tschechow, 1955–56
- Saxophonquartett, 1957
- Epopeya de Mayo, Sinfonie, 1960

| Personendaten    | Personendaten                                    |
| ---------------- | ------------------------------------------------ |
| NAME             | Ficher, Jacobo                                   |
| KURZBESCHREIBUNG | argentinischer Komponist, Violinist und Dirigent |
| GEBURTSDATUM     | 15. Januar 1896                                  |
| GEBURTSORT       | Odessa                                           |
| STERBEDATUM      | 9. September 1978                                |
| STERBEORT        | Buenos Aires                                     |